# Triáda
Triáda (Triada) är en ort i Grekland.   Den ligger i prefekturen Nomós Serrón och regionen Mellersta Makedonien, i den norra delen av landet, 300 km norr om huvudstaden Aten. Triáda ligger 127 meter över havet och antalet invånare är 267.
Terrängen runt Triáda är kuperad åt sydväst, men åt nordost är den platt. Runt Triáda är det ganska tätbefolkat, med 62 invånare per kvadratkilometer. Närmaste större samhälle är Irákleia, 11,1 km norr om Triáda. Trakten runt Triáda består till största delen av jordbruksmark.